# Petrăchioaia
Petrăchioaia község és falu Ilfov megyében, Munténiában, Romániában. A hozzá tartozó települések: Măineasca, Surlari valamint Vânători.

## Fekvése
A megye keleti részén található, a megyeszékhelytől, Bukaresttől huszonnégy kilométerre északkeletre, a Mostiștea folyó partján.

## Története
A 19. század végén Creața-Leșile néven, a község Ilfov megye Mostiștea járásához tartozott és Creața-Petrăchioaia, Gagu, Leșile, Merișasca, Surlari, Stoienoaia valamint Vânători falvakból állt, összesen 1574 lakossal. A község tulajdonában volt egy iskola, egy vízimalom és öt templom.
1925-ös évkönyv szerint a község Ilfov megye Fierbinți járásához tartozott és Creața-Petrăchioaia (községközpont), Leșile, Stoienoaia, Surlari valamint Vânători falvakból állt, 1960 lakossal.
1950-ben közigazgatási átszervezés alapján, a községet a Căciulați rajonhoz csatolták, majd 1960-ban a Bukaresti régió Urziceni rajonjához került.
1968-ban ismét megyerendszert vezettek be az országban, a község az újból létrehozott Ilfov megye része lett, ekkor alakultak ki a község mai határai. Leșile elveszítette önálló települési rangját és Vânători falu része lett. A község ekkor vette fel a Petrăchioaia nevet.
1981 januárjában Ialomița megye része lett, majd még ugyanazon év szeptemberében az Ilfovi Mezőgazdasági Szektorhoz csatolták, egészen 1998-ig, amikor ismét létrehozták Ilfov megyét.

## Lakossága
| Nemzetiségek | 2002 | 2002   |
| ------------ | ---- | ------ |
| Románok      | 2626 | 93,02% |
| Romák        | 195  | 6,90%  |
| Németek      | 1    | 0,03%  |
| Törökök      | 1    | 0,03%  |
| Összesen     | 2823 | 100,0% |

## Látnivalók
- „Adormirea Maicii Domnului” templom - 1815-ben épült.